# Pista typha
Pista typha är en ringmaskart. Pista typha ingår i släktet Pista och familjen Terebellidae.
Artens utbredningsområde är Röda havet. Utöver nominatformen finns också underarten P. t. aequibranchia.